# Міф двадцятого століття

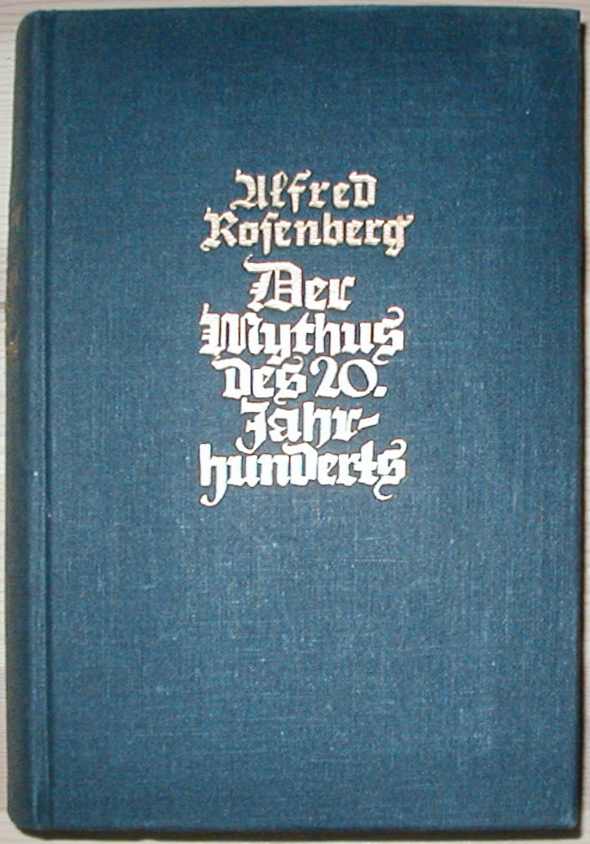
Der Mythus des zwanzigsten Jahrhunderts, 1939

Міф двадцятого століття (нім. Der Mythus des zwanzigsten Jahrhunderts) — книга Альфреда Розенберга, одного з головних ідеологів Націонал-соціалістичної робітничої партії Німеччини (нім. Nationalsozialistische Deutsche Arbeiterpartei, NSDAP)  та редактора нацистської газети Völkischer Beobachter.

## Історія
Книга «Міф двадцятого століття» за авторством одного з ідеологів НСДАП Альфреда Розенберга була вперше опублікована у 1930 році. У ній Розенберг намагається дати всебічне обґрунтування переваги арійської раси над усіма іншими народами — тобто викладає суть ідеології націонал-соціалізму. Книга написана під впливом ідей про домінування в історії, політиці та суспільному житті мотиву етнічної приналежності, причому багато положень взяті з твору Адольфа Гітлера «Моя боротьба» (нім. «Mein Kampf»). Традиційно для націонал-соціалістичної ідеології народи діляться на «здорові» і «нездорові», негативні суспільно-історичні явища пояснюються змішуванням рас і засиллям євреїв, «занепад мистецтва» протиставляється «арійській культурі» тощо. Частину книги займають напади на християнську церкву. Розенберг не тільки люто критикує церкву за космополітизм і неприйняття расових теорій, але й взагалі ставить під сумнів саму доктрину християнства, пропонуючи натомість прийти до «нового язичництва».
Книга стала другим у Німеччині політичним бестселером після «Моєї боротьби». У 1937 році Розенберга нагородили «Національною премією». Завдяки підтримці націонал-соціалістів було продано більше мільйона примірників книги до 1944 року. Проте Адольф Гітлер, як стверджується, ніколи не читав цю книгу. У своїх спогадах Альберт Шпеєр писав:
|  | Офіційно ця книга вважалася підручником з ідеології, хоча в «бесідах за столом» Гітлер відверто говорив, що це малозрозуміле марення, написане самовпевненим прибалтом. |

## Зміст
- Книга перша «Боротьба цінностей»
  - Частина перша «Раса та її душа»
  - Частина друга «Любов та честь»
  - Частина третя «Містика та дія»
- Книга друга «Сутність німецької держави»
  - Частина перша «Расовий ідеал краси»
  - Частина друга «Воля та порив»
  - Частина третя «Стиль особистості і доцільності»
  - Частина четверта «Естетична воля»
- Книга третя «Прийдешня імперія»
  - Частина перша «Міф і тип»
  - Частина друга «Держава і покоління»
  - Частина третя «Народ і держава»
  - Частина четверта «Нордичне німецьке право»
  - Частина п'ята «Німецька народна церква і школа»
  - Частина шоста «Нова державна система»
  - Частина сьома «Єдність сутності»